# ThinkPad-800-Serie

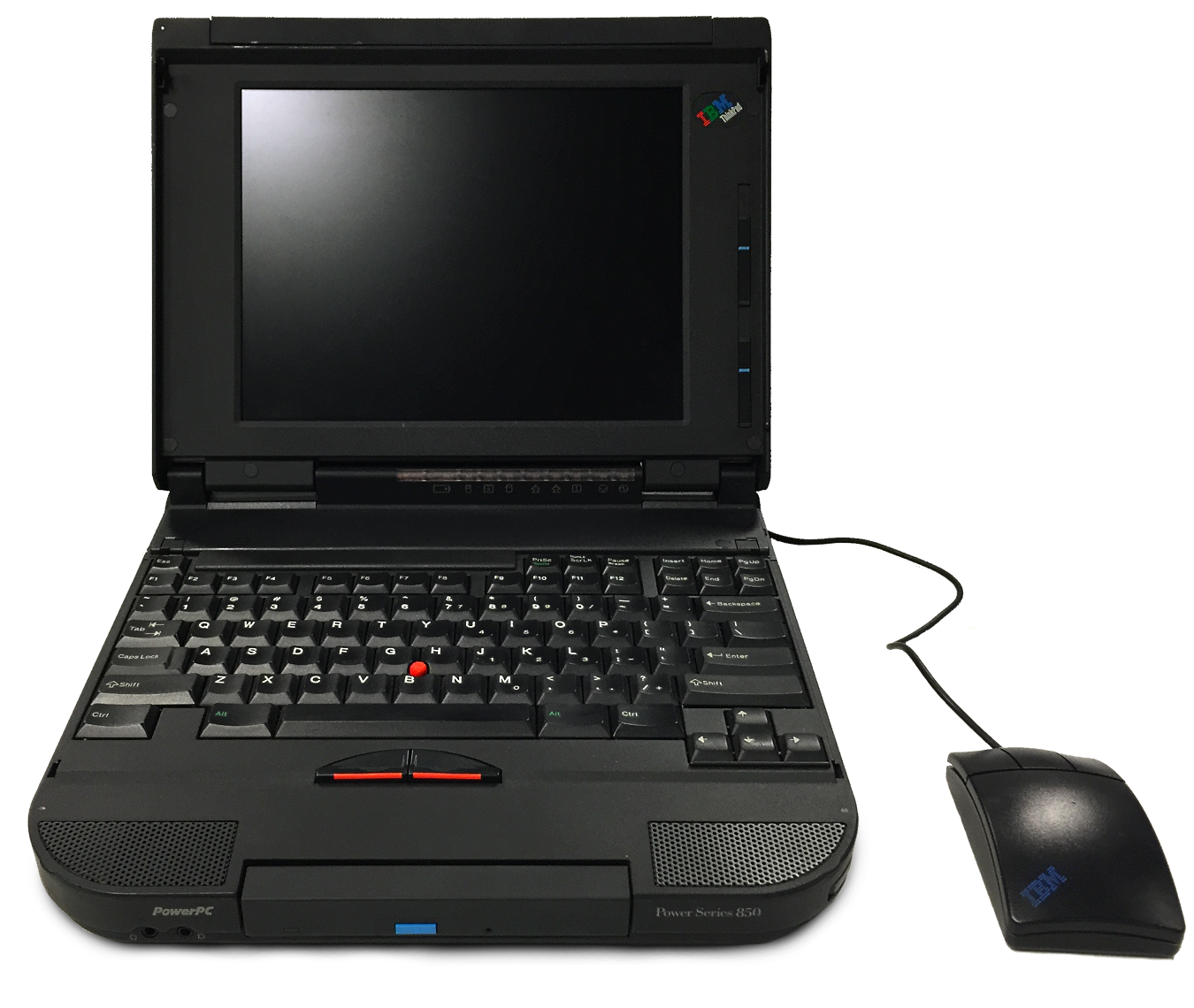
Ein ThinkPad 850

Die ThinkPad-800-Serie waren die einzigen ThinkPads, die auf der PowerPC-Architektur basierten.
IBM kündigte am 19. Juni 1995 offiziell die Veröffentlichung der Power Series an. Neben zwei PC-Modellen mit PowerPC-Prozessor gehörten zur Power Series auch die ThinkPad-Modelle 820 und 850. Beide Modelle wurden zeitgleich am 24. Juli 1995 veröffentlicht und beinhalteten zahlreiche Funktionen, die seinerzeit in Laptops selten waren, wie SCSI-Festplatten oder einen speziellen Videoadapter zur Aufnahme und Wiedergabe von Videos über einen Composite-Video-Anschluss. Dafür waren die ThinkPads vergleichsweise schwer (über 4 Kilogramm) und mit einem Preis von bis zu 12.000 $ nur für professionelle Nutzer erschwinglich.
Offiziell unterstützen die ThinkPads AIX 4.1 und Windows NT 3.51. Zwei weitere Betriebssysteme (OS/2 und Solaris) waren zwar angekündigt, wurden aber nicht mehr veröffentlicht.
Für den Vertrieb und Vermarktung der Power Series war bei IBM ursprünglich eine eigene Abteilung, die Personal Power Division zuständig. Diese wurde bereits im Jahr 1996 wieder aufgelöst und auf die bestehenden Abteilungen PC Division und RS/6000 Division aufgeteilt, was zu zahlreichen Zuständigkeitsstreitigkeiten innerhalb von IBM führte. Die RS/6000 Division veröffentlichte schließlich im Jahr 1996 aktualisierte Versionen der ThinkPad-Modelle 820 und 850 sowie das Flaggschiff der ThinkPad-800-Serie, den RS/6000 860 mit einem schnelleren Prozessor und einem größeren Bildschirm. Offiziell wurde nur noch AIX als Betriebssystem unterstützt, Windows NT 4.0 ließ sich aber mit einem inoffiziellen Treiber auch installieren.
ThinkPads dieser Serie sind heute sehr selten und begehrte Sammlerstücke.

## Spezifikationen
| Modell               | Erscheinungsdatum | Prozessor              | Arbeitsspeicher              | Festplatte | Bildschirmauflösung | Grafikkarte |
| -------------------- | ----------------- | ---------------------- | ---------------------------- | ---------- | ------------------- | ----------- |
| ThinkPad 820         | 24. Juli 1995     | PowerPC 603e (100 MHz) | 16 MB (bis 48 MB aufrüstbar) | 540 MB     | 640 × 480           | G10         |
| ThinkPad 821/822/823 | 15. April 1996    | PowerPC 603e (100 MHz) | 32 MB (bis 48 MB aufrüstbar) | 810 MB     | 640 × 480           | G10         |
| ThinkPad 850         | 24. Juli 1995     | PowerPC 603e (100 MHz) | 16 MB (bis 96 MB aufrüstbar) | 540 MB     | 640 × 480           | G10         |
| ThinkPad 851         | 15. April 1996    | PowerPC 603e (100 MHz) | 32 MB (bis 96 MB aufrüstbar) | 810 MB     | 800 × 600           | G10         |
| RS/6000 860          | 8. November 1996  | PowerPC 603e (166 MHz) | 32 MB (bis 96 MB aufrüstbar) | 1200 MB    | 1024 × 768          | GT20        |